# Lago de Faetano
El lago de Faetano es un pequeño lago artificial abierto en el año 1968 utilizado para la pesca deportiva de la trucha en el río Marano, en los alrededores del límite con Italia en el castello de Faetano. 